# Prévention incendie

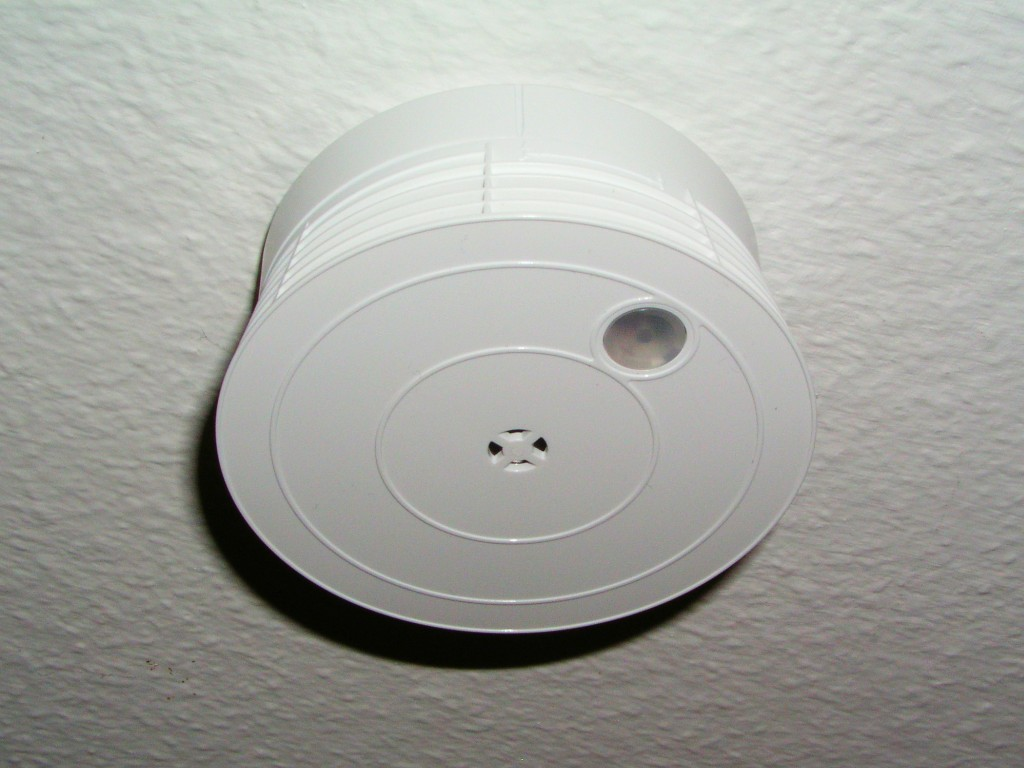
Le détecteur et avertisseur autonome de fumée est un moyen de prévention des incendies.

La prévention incendie est un domaine de la lutte contre l'incendie visant à déterminer les mesures minimales destinées à : 
- prévenir la naissance, le développement et la propagation d'un incendie.
- assurer la sécurité des personnes.
- faciliter l’intervention des services de secours, dont les pompiers.

## Bases légales
La responsabilité de l’application des normes de prévention incendie varie selon les pays.

### Belgique
Les normes sont définies par arrêté royal et il incombe aux régions de les faire appliquer.

## Histoire
La philosophie, les techniques et les moyens de prévention incendie évoluèrent au fur et à mesure des grands incendies de l'histoire, particulièrement lorsqu'ils furent mortels. Citons, par exemple : 
- Belgique
  - Bruxelles, le 22 mai 1967 : incendie de l'Innovation, 251 morts.

- France
  - Paris, le 16 mai 1897 : incendie du Bazar de la Charité, 125 morts.

## Moyens de prévention

### Prévention dans les bâtiments

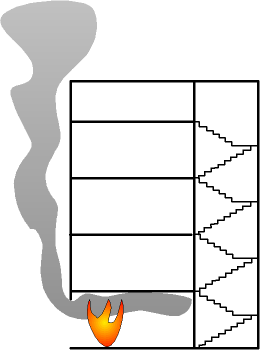
Principe d'une porte coupe-feu, empêchant les fumées de propager l'incendie au reste du bâtiment, notamment par la cage d'escalier.

#### Détection
- Détecteur et avertisseur autonome de fumée
- Système de détection incendie

#### Alerte
- Alarme incendie

#### Compartimentage
- Compartimentage incendie
- Porte coupe-feu

#### Désenfumage
- Désenfumage

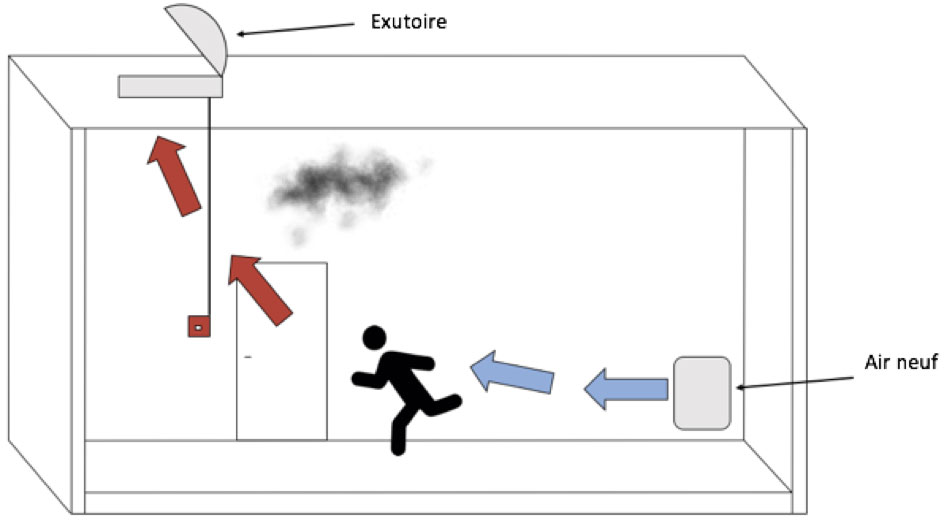
Principe d'action du désenfumage via des dispositifs d'évacuation de fumées et de chaleur lors d'un incendie.

- Évacuation de fumées et de chaleur

## Évacuation

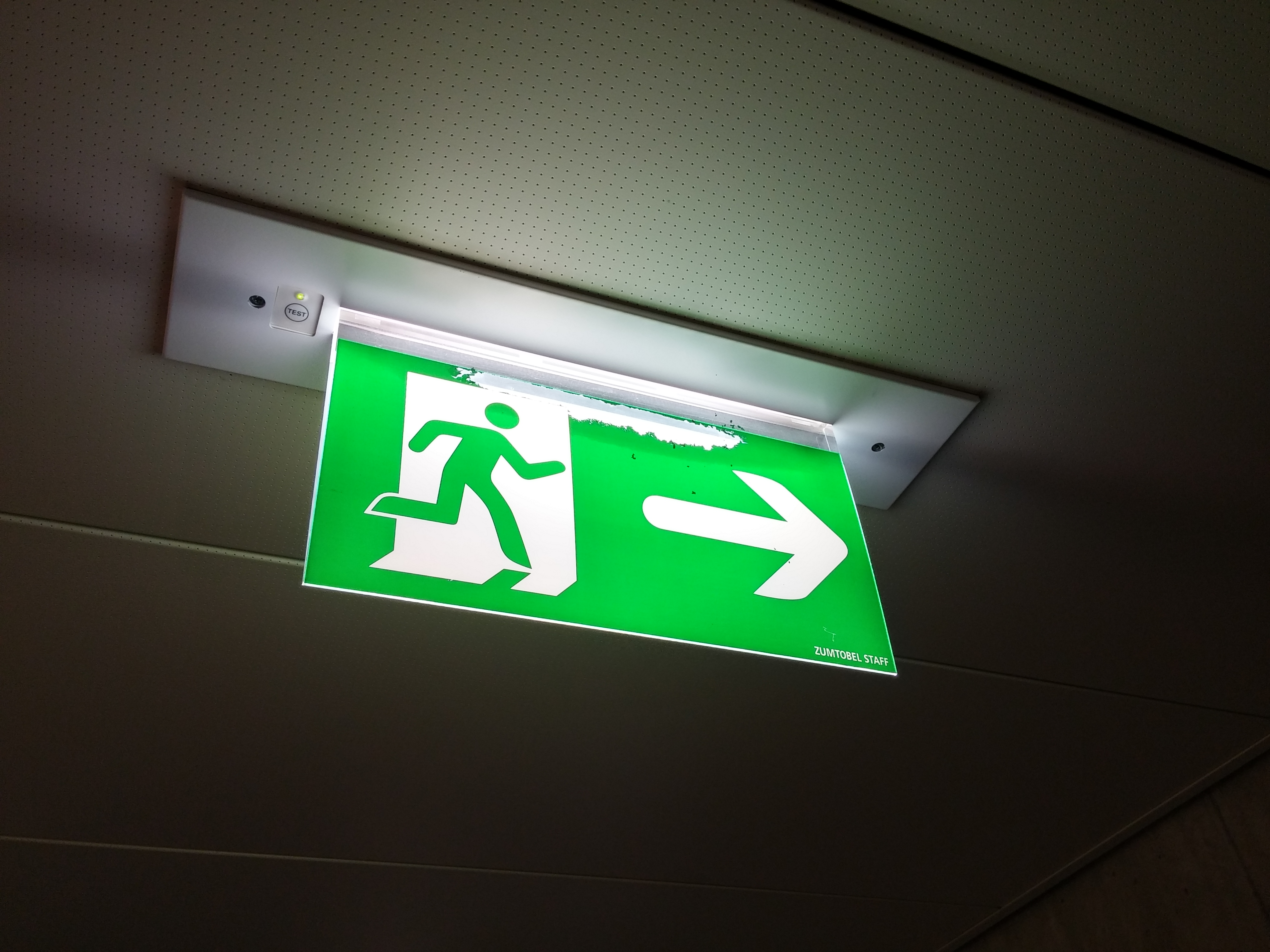
Un pictogramme d'évacuation.

#### Structure des bâtiments
- Réaction au feu
- Résistance au feu

## Moyens de première intervention
- Extincteur
- Robinet d'incendie armé